# معركة كينغز ماونتن
معركة كينغز ماونتن هي معركة دارت بين الميليشيا الوطنية (الثورية) والميليشيا الموالية (موالون للنظام الملكي البريطاني) في كارولاينا الشمالية خلال الحملة الجنوبية أثناء حرب الاستقلال الأمريكية، وانتهت المعركة بانتصار حاسم للوطنيين. وقعت المعركة في السابع من شهر أكتوبر عام 1780، على بعد 14 كلم جنوب ما عُرف ببلدة كنغز ماونتن في كارولاينا الشمالية، التي تقع اليوم في مقاطعة شيروكي التابعة لولاية كارولاينا الجنوبية. هناك، هزمت ميليشيا الوطنيين ميليشا الموالين تحت قيادة الرائد البريطاني باتريك فيرغسون من فوج المشاة الحادي والسبعين. وُصفت المعركة بأنها «أكبر معركة في حرب الاستقلال يخوضها الأمريكيون ضد بعضهم».
وصل فيرغسون إلى كارولاينا الشمالية في أوائل شهر سبتمبر عام 1780 ليجنّد جيشاً من الميليشا الموالية ويحمي خاصرة القوات الرئيسة التابعة للورد كورنواليس. خيّر فيرغسون ميليشا الثوار بين الاستسلام أو تحمّل عواقب ثورتهم. ونتيجة لذلك، اجتمعت الميليشيات الوطنية تحت قيادة بنجامن كليفلاند وجيمس جونستون وويليام كامبيل وجون سيفير وجوزيف مكدويل وإسحاق شيلبي استعداداً للهجوم على فيرغسون.
تلقى فيرغسون معلومات استخباراتية تنبئ بوقوع الهجوم، فقرر الانسحاب والاحتماء بجيش اللورد كورنواليس. لكن استطاع الوطنيون اللحاق بجيش الموالين عند كينغز ماونتن قرب حدود كارولاينا الجنوبية. كان ظهورهم هناك مفاجأة كبرى، فهاجم الوطنيون جيش الموالين وأحاطوا بهم، وتسببوا بخسائر فادحة لجيش الموالين. بعد مرور ساعة على القتال، تلقى فيرغسون إصابة مميتة عندما حاول اختراق خطوط الثوار، واستسلم جنوده بعد موته. لم يتوقف بعض الجنود الوطنيين عن القتال، واستمروا بقتل الجنود الموالين حتى تمكّن الضباط في جيش الوطنيين من استعادة السيطرة على جنودهم، ويُقال إن الجنود الوطنيين أرادوا الانتقام من رجال باناستر تارليتون وميليشياته لما اقترفوه في معركة واكسهوز، مُدعين أن جنود تارلتون لم يأخذوا أسرى حرب، بل قتلوا كلّ من استسلم. وعلى الرغم من انتصار الوطنيين، لكنهم اضطروا إلى الانسحاب من المنطقة خوفاً من تقدّم جيش كورنواليس. ولاحقاً، أعدموا 9 أسرى من جنود الموالين عقب محاكمة قصيرة بحقهم.
كانت تلك المعركة محورية في الحملة الجنوبية، فجاء انتصار الميليشيا الوطنية على الموالين بعد سلسلة من الإخفاقات والانهزامات التي حلّت بالوطنيين على يد اللورد كورنواليس، وساهمت المعركة أيضاً برفع معنويات ميليشيا الوطنيين بشكل كبير. وعقب موت فيرغسون وهزيمة ميليشيا الموالين، اضطر كورنواليس إلى إلغاء خطته المتمثلة بغزو كارولاينا الشمالية، وانسحب إلى كارولاينا الجنوبية.

## التمهيد للمعركة
عُيّن الرائد باتريك فيرغسون ضابطاً للميليشيا في الثاني والعشرين من شهر مايو عام 1780. تمثّلت مهمته بالتقدم نحو مقاطعة ترايون الواقعة في كارولاينا الشمالية، وتجنيد عناصر الموالين للحكم الملكي البريطاني، الذين ينتمون لحزب التوري المحافظ المؤيد للملكية، من سكان المناطق المهجورة، وحماية الخاصرة اليُسرى لجيش اللورد كورنواليس الرئيس الموجود في شارلوت، بولاية كارولاينا الشمالية.

### معركة ماسغروفز ميل
في صباح الثامن عشر من شهر أغسطس عام 1780، استعد مئتا رجل من الخيالة الوطنيين، تحت القيادة المشتركة للعقداء: إسحاق شيلبي وجيمس ويليامز وإيلايجا كلارك، للهجوم على معسكر للموالين قرب ماسغروفز ميل، وهناك، سيطر الموالون على إمدادات الحبوب، وحرسوا معبراً ضحلاً من نهر إنوري. وقعت معركة ماسغروف ميل في التاسع عشر من شهر أغسطس عام 1780 قرب مخاضة نهر إنوري حالياً، قرب الحدود التي تفصل بين سبارتانبورغ في مقاطعة لورينز ومقاطعة الاتحاد في كارولاينا الجنوبية. سعى الوطنيون إلى شنّ هجوم مفاجئ على معسكر الموالين الحاوي على عددٍ مماثلٍ من الجنود، لكن مزارعاً محلياً أخبرهم أن قوات التوري (المحافظين) تلقت تعزيزات قدرها 100 رجل من ميليشيا الموالين، وأنّ 200 مجند نظامي من الأرياف في طريقهم لمساندة جيش الرائد البريطاني باتريك فيرغسون. استغرقت المعركة زمناً قدره ساعة تقريباً، وخلال تلك الساعة، قُتل 63 محارباً من الموالين، وجُرح عددٌ مجهولٌ منهم، وأُسر 70 جندياً منهم. في المقابل، خسر الوطنيون 4 قتلى و12 جريحاً.
اقترح بعض القادة في حزب الأحرار الهجوم على معقل أعضاء التوري في بلدة ناينتي سيكس ضمن ولاية كارولاينا الجنوبية، لكن تلك الفكرة تلاشت بسرعة عندما علموا أن جيشاً كبيراً من الوطنيين هُزم في معركة كامدن قبل ثلاثة أيام.

## المعركة
بدأت المعركة في الساعة الثالثة ظهراً، وتقدّم 900 جندي من الوطنيين (من بينهم جون كروكيت، والد ديفي كروكيت) نحو منحدرٍ على الحرف الغربي. شكل الجنود فصائل مؤلفة من 100 إلى 200 مقاتل في كل فصيلة. لم يكن فيرغسون، وجيشه المؤلف من 1100 رجل، على دراية بوصول الميليشيا الوطنية إليهم. كان فيرغسون الجندي البريطاني النظامي الوحيد في القيادة، بينما تألف جيشه بشكل كاملٍ من الميليشيا الموالية في كارولاينا، باستثناء نحو 100 جندي من نيويورك. لم يرَ فيرغسون ضرورةً لتعزيز معسكره وتدعيمه.
فاجأ الوطنيون خصومهم الموالين. كتب الضابط الموالي ألكسندر تشيسني لاحقاً أنهم لم يدركوا وصول قوات الوطنيين حتى بدؤوا إطلاق النار. سارع الوطنيون بالهجوم على التل، والتفت النقيب أبراهام دي بيستر نحو فيرغسون وقال «ذلك نذيرٌ بالشؤوم؛ هؤلاء هم الفتية الصائحون!». هاجمت فرقتان، بقيادة العقيدين جون سيفير وويليام كامبيل، كعب الجبل، وكعب الجبل هو أصغر منطقة في الجبل، لكنها أعلى نقطة عليه. أما الفصائل الأخرى، التي قادها العقداء شيلبي وويليامز وليسي وكليفلاند وهامبرايت ووينستون ومكدويل، فهاجمت مواقع الموالين الرئيسة، وحاصروا قاعدتهم المجاورة لكعب –ذروة –الجبل.
عند بدء الهجوم، لم يكن أي عنصرٍ في جيش الوطنيين مسؤولاً عن القيادة. فحارب كل فصيلٍ بشكل منفصلٍ مستقل وفقاً للخطة المُعدة سابقاً للإحاطة بالموالين وهزمهم. زحف الوطنيون نحو التل، وأطلقوا النار وهم مختبئون وراء الصخور والأشجار. في المقابل، جمع فيرغسون قواته وأطلق هجوماً يائساً باستخدام حربة البنادق ضد قوات كامبيل وسيفير. لم يمتلك الوطنيون بنادق ذات حربة، لذا نزلوا من التل واتجهوا نحو الغابات. استجمع كامبيل جيوشه، وعاد إلى التل مجدداً واستكمل إطلاق النيران من هناك. أمر فيرغسون بإجراء هجومين آخرين باستعمال الحراب خلال المعركة. وأصبح ذلك نمط المعركة: الوطنيون يغيرون ويصعدون التل، بينما ينزل الموالون ويهجمون عليهم باستخدام الحراب، فيجبرون الوطنيين على التراجع والهبوط من المنحدر ثم الانسحاب نحو الغابات. وعندما يعود الموالون إلى مواقعهم، يستجمع الوطنيون قواهم وتنظيمهم في الغابات، ثم يعاودون الهجوم على التل مجدداً. قُتل العقيد ويليامز خلال إحدى الهجمات، وجُرح العقيد مكدويل. كان إطلاق النار مهمة صعبة بالنسبة للموالين، فكان الوطنيون يتحركون باستمرار مستغلين الطبيعة لصالحهم في الاختباء. وفوق ذلك، دفعت زاوية انحدار التل بقوات الموالين إلى إطلاق النار بشكل مكثف على الأهداف.
بعد مرور ساعة على القتال، كانت خسائر الموالين فادحة. كان فيرغسون يعدو على حصانه جيئة وذهاباً عبر التل، وينفخ في صافرة معلناً فيها بدء الهجوم. وصل شيلبي وسيفير وكامبيل إلى أعلى التل خلف مواقع أعدائهم الموالين، وهاجموا مؤخرة جيش فيرغسون. اضطر الموالون إلى التقهقر نحو معسكرهم، وعندها بدؤوا الاستسلام. استلّ فيرغسون سيفه ومزّق جميع الرايات البيض (التي تدل على الاستسلام) التي رآها، لكن في المقابل، يبدو أن فيرغسون نفسه أدرك النهاية القريبة: فحاول استجماع قوى رجاله المنهكين، وصرخ «صمداً أيها الفتية الشجعان، النصر لنا اليوم!». جمع فيرغسون بضعة ضباط وحاول اختراق حلقة الجنود الوطنيين، لكن جنود سيفير أطلقوا النار وأُصيب فيرغسون، وسُحب عبر حصانه خلف صفوف الوطنيين. وهناك، واجه فيرغسون ضابطاً متمرداً طلب من الرائد إعلان الاستسلام. أطلق فيرغسون، بواسطة مسدسه، النار على الضابط في محاولة أخيرة لرفض الاستسلام وتحدي العدو، لكنه قُتل على الفور بالرصاص على يد عددٍ من الوطنيين هناك. وعندما استرجع الوطنيون جثته، أحصوا سبع رصاصات في جسده.
عندما شاهد الموالون موت قائدهم، بدؤوا الاستسلام. لم يرغب بعض الوطنيين بأخذ أسرى حرب، بل أرادوا الانتقام مما حصل في معركة واكسهوز. في تلك المعركة، قتلت قوات باناستر تارليتون عدداً كبيراً من جنود جيش أبراهام بوفورد القاري عندما حاول الأخير الاستسلام. بالإضافة إلى ذلك، لم يكن بعض الوطنيين على دراية باستسلام الموالين.
تولى النقيب الموالي دي بيستر القيادة بعد موت فيرغسون، فأرسل مبعوثاً حاملاً راية بيضاء في إشارة واضحة على الاستسلام. في الدقائق الأولى، رفض الوطنيون استسلام الموالين واستمروا بإطلاق النار. قُتل عددٌ لا بأس به من الموالين المستسملين أو جُرحوا أثناء رفع الراية البيضاء. وعندما أرسل دي بيستر مبعوثاً آخر حاملاً الراية البيضاء، سارع بعض الضباط الوطنيين، من بينهم كامبيل وسيفير، إلى السيطرة على الجيش وأمروا رجالهم بوقف إطلاق النار. وفي النهاية، أسروا نحو 700 جندي موالٍ.